# Соборная площадь (Донецк)
Соборная площадь — одна из центральных площадей города Донецка. Находится в Ворошиловском районе на пересечении улицы Артёма и проспекта Богдана Хмельницкого.

## Памятник Великой Отечественной войны
В городе Сталино (сейчас территория Донецка, ограниченная проспектами Гурова, Театральным, улицами 50-летия СССР и Набережной) в 1947 году Иосиф Каракис (совместно со скульптором Муравиным) запроектировал памятник Великой Отечественной войны. Памятник был отмечен 1-й премией и рекомендован к строительству.
В 1945 году по решению Совнаркома УССР и ЦК КП(б)У было запланировано проведение республиканского конкурса на лучший проект памятника воинам Красной Армии, павшим в боях за освобождение Донбасса. Место для памятника было выбрано в сквере им. Горького.
9 сентября 1945 года памятник был торжественно заложен, и газета «Социалистический Донбасс» писала: «9 сентября состоялась торжественная закладка памятника воинам Красной Армии… Этот величественный памятник будет сооружён на главной улице города Сталино, у Студгородка. В конце сквера, прилегающего к улице Артёма, собрались делегаты областного слёта стахановцев, трудящиеся города Сталино. Митинг открыл председатель исполкома областного совета депутатов трудящихся тов. Струев. — Пусть памятник, закладываемый сегодня, сохранит на века светлую память о тех, кто пал за всеобщее счастье и свободу, — говорит тов. Струев. Все обнажили головы. Торжественно звучит траурный марш. Председатель горисполкома тов. Матяс снимает красное покрывало с небольшого постамента. На нём мраморная дощечка: „Здесь будет воздвигнут памятник воинам-героям Красной Армии, погибшим в боях за освобождение Донбасса от немецко-фашистских захватчиков. 9 сентября 1945 г.“ Секретарь обкома КП(б)У тов. Мельников, тов. Струев, генерал-майор Косенко, командир Артёмовско-Берлинской Краснознамённой ордена Суворова дивизии генерал-майор Фомиченко, знатная трактористка Паша Ангелина укладывают первые камни фундамента памятника. Траурный марш сменяется Гимном Советского Союза».
Как следует из заметки начальника Сталинского областного отдела по делам архитектуры Е. Краснянского, в апреле был объявлен республиканский конкурс на лучший проект памятника. Из заметки: «По условиям конкурса, в памятнике должны сочетаться глубоко-идейное содержание и эмоциональная выразительная форма. Человек-воин, поднявший свой праведный меч на борьбу с тёмными силами фашизма и одержавший победу над мировым злом, — такова основная идея, которая должна быть воплощена в памятнике освободителям Донбасса. В памятнике должны найти отражение героическая борьба воинов Красной Армии…, героизм партизан, действовавших в тылу врага, самоотверженный труд и готовность к самопожертвованию всего народа». Этот памятник должен был быть сооружён на площади возле сквера им. Горького по оси ул. Артёма, как раз там, где годом ранее закладывался первый камень. Из той же заметки видно, что вблизи памятника в ближайшее время начнётся строительство нового драматического театра, и одной из важных задач для конкурсантов было объединение памятника и театра в единый художественно — архитектурный ансамбль. Материалы для памятника должны были быть долговечны и включать: камень, чугун, бронзу и сталь. Предпочтение отдавалось местным гранитам: казанскому — светло-серому и чердаклинскому — розовому. Крайний срок по сдаче проектов памятника был назначен на 15 мая 1946 года.
Как следует из газеты за 11 июня, жюри конкурса в ближайшие дни планировало рассмотрение проектов, и работы должны были быть вынесены на широкое обсуждение общественности столицы Украины и Донбасса. Обсуждение планировалось завершить выставкой проектов в конце июня.
Как видно из публикации И. Зотова: «Одна из лучших площадей города Сталино — Площадь Победы — будет увенчана величественным памятником воинам-героям Советской Армии…». Всего на конкурс были представлены 35 различных вариантов, из которых 19 были в макетах, «выполненных с исключительной тщательностью и любовью». Как и планировалось в начале июня, все 35 макетов были выставлены для всеобщего обозрения и горячо обсуждались общественностью города Сталино. «Тысячи людей побывали на этой выставке, открытой в доме комбината „Сталинуголь“ (ул. Артёма, № 79)…». Первый проект И. Каракиса (совместно со скульптором Муравиным): «представляет собой произведение большой впечатляющей силы. Четыре фигуры застыли, словно в почётном карауле, отдавая дань светлой памяти героев. На вершине пьедестала сильная фигура воина с винтовкой, крепко зажатой в руках, — впоследствии выиграл 1-ю премию. Второй проект работы тт. Иванченко, Фридмана и Рожба представлял внизу три фигуры — сталевара, шахтёра и женщины, выражающие скорбь о павших, а на вершине памятника жизнеутверждающая фигура воина-победителя, устремлённого вперёд». Здесь же была и критика первых двух проектов: «Жаль, что оба этих хороших проекта не лишены недостатков. В варианте тт. Каракис и Муравина пьедестал диспропорционален относительно фигур. В варианте тт. Иванченко, Фридмана и Рожба пьедестал решён совсем уж неудачно и напоминает какое-то гидротехническое сооружение. Но эти недостатки устранимы при доработке проектов».
Итог конкурса был таков: «1. Одобрить вариант памятника, разработанного скульптором Муравиным и архитектором Каракисом. 2. При дальнейшей разработке проекта учесть следующие замечания и пожелания исполкома: проработать постамент, который в представленном макете не увязан со скульптурой; цокольную часть и постамент памятника решить с использованием местных гранитов Каранского и Чердаклинского карьеров». Также было принято решение просить областной совет войти с ходатайством в Совет Министров УССР «о разрешении строительства памятника в 1948 году на площади возле Студгородка».
Но все же проекту, получившему 1-ю премию и рекомендацию к строительству, не суждено было быть построенным. Как следует из книги главного архитектора Донецка, Владимира Кишканя, в конце 40-х Гипроградом, где работал Каракис, была проведена разработка дальнейшего формирования центра города Донецка. С северной стороны комплекс планировалось завершить площадью Победы, между бульваром Шевченко и студгородком. В верхней части площади, находящейся на оси улицы Артема, было запроектировано здание драматического театра и монумента Победы. По плану театр с фасадом, ориентированным на юг, и монумент, размещенный в центре площади, должны были замкнуть перспективу улицы. Но после строительства драматического театра на площади Ленина, площадь Победы, а с ней и монумент, так и не были построены.

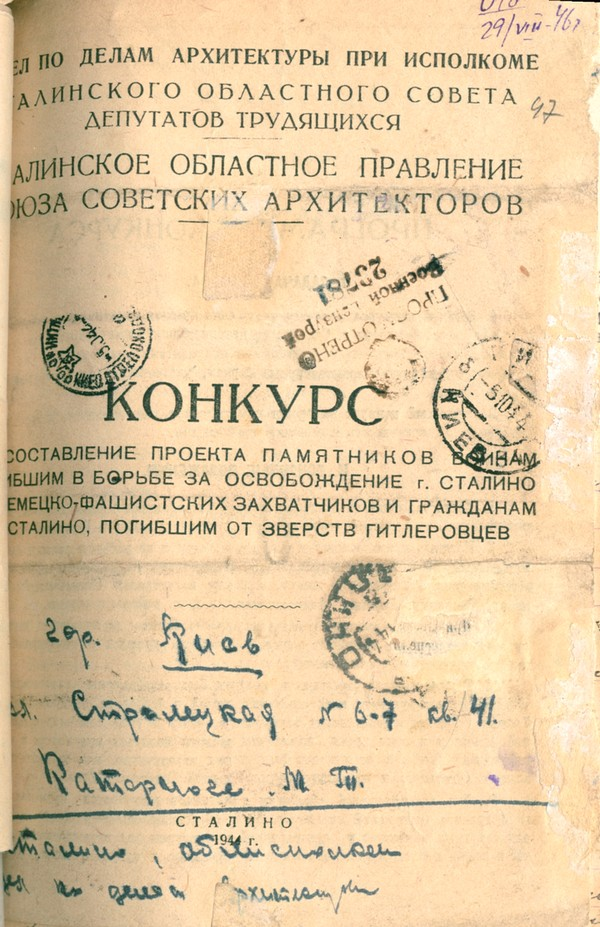
Документ о конкурсе на создание проекта памятника героям-воинам, погибшим за освобождение Донбасса от немецких оккупантов. 1944 г. Стр. 1.
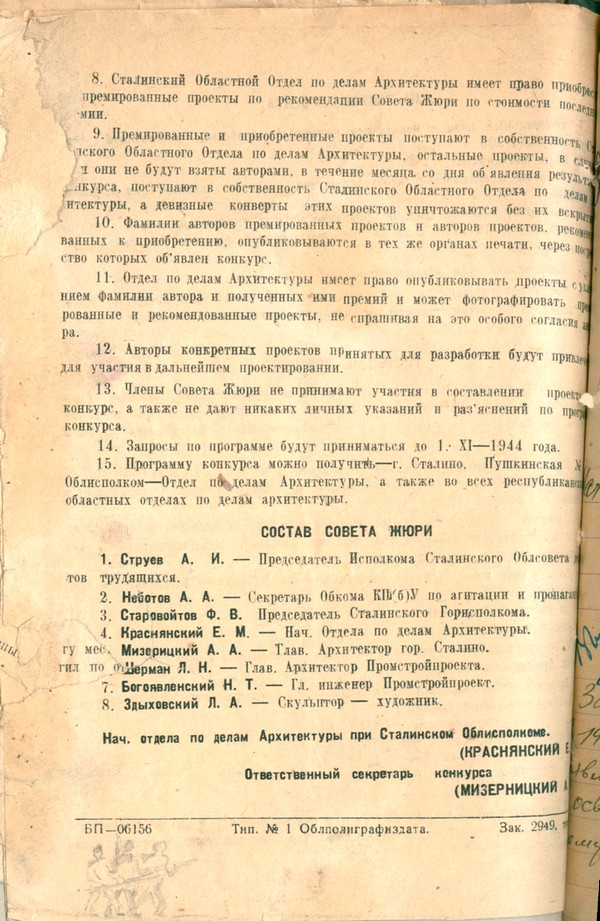
Документ о конкурсе на создание проекта памятника героям-воинам, погибшим за освобождение Донбасса от немецких оккупантов. 1944 г. Стр. 4.
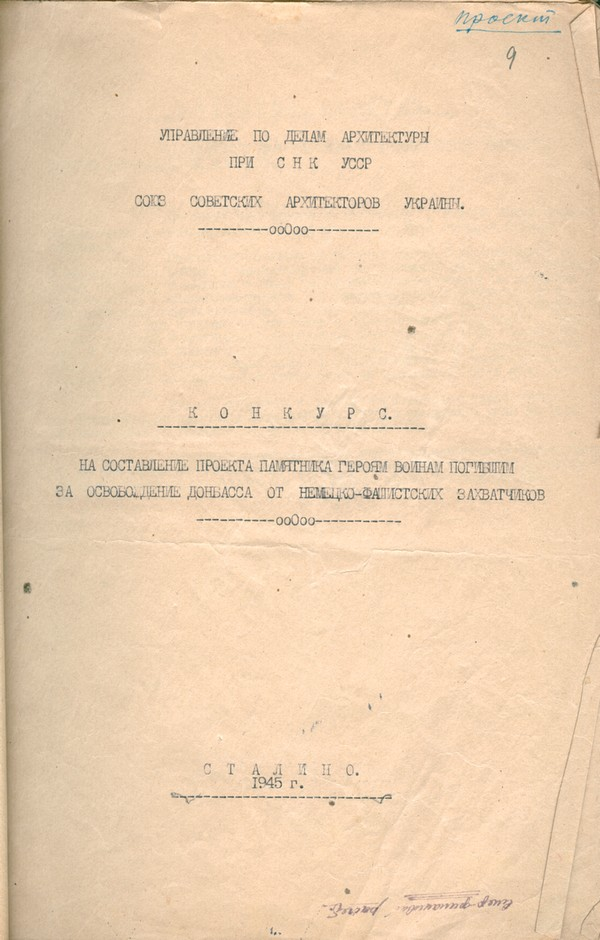
Материалы конкурса на создание проекта памятника героям-воинам, погибшим за освобождение Донбасса от немецких оккупантов. 1945 г. стр. 1.
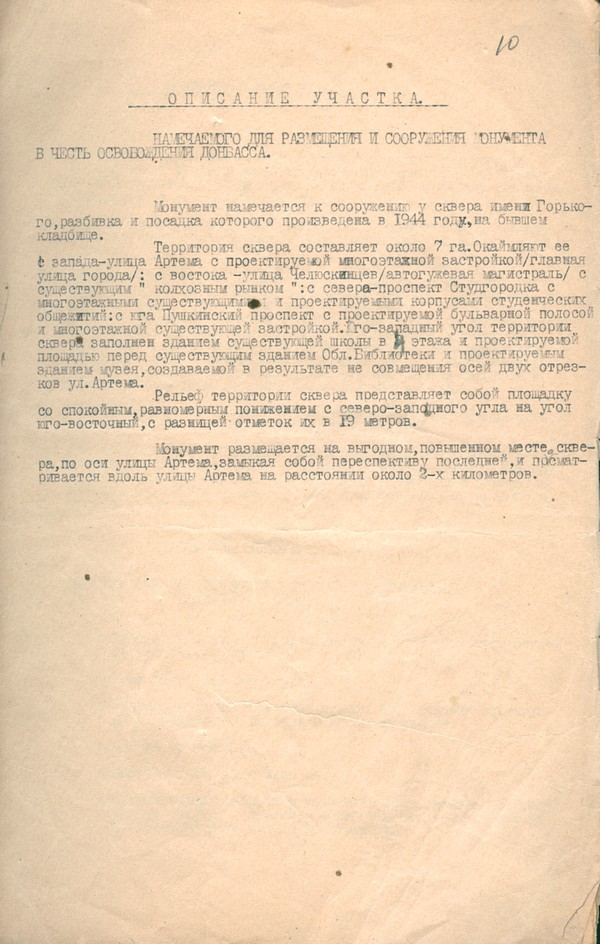
Материалы конкурса на создание проекта памятника героям-воинам, погибшим за освобождение Донбасса от немецких оккупантов. 1945 г. стр. 2.

## Сквер имени Горького
Два памятника Горькому были установлены по очереди в сквере в сквере имени Горького (сейчас этого сквера уже нет, он проходил от улицы Артёма до Крытого рынка).
Второй памятник в сквере имени Горького был отлит из бронзы в центральных ремонтно-механических мастерских и установлен в 1977 году.
Авторы памятника скульптор Николай Васильевич Ясиненко и архитектор Владимир Степанович Бучек.
Скульптура изображает молодого Алёшу Пешкова, в 1891 году, когда он работал в ремонтной бригаде на железнодорожной станции Славянск.
В 1997 году в сквере имени Горького было начато строительство Свято-Преображенский кафедральный собор. Территория собора заняла весь сквер. Памятник был перенесён на территорию Донецкого государственного медицинского университета. Перенос памятника на территорию медицинского университета не случаен — университет носит имя Горького.

Первый памятник в сквере Горького (фото конца 1960-х годов)
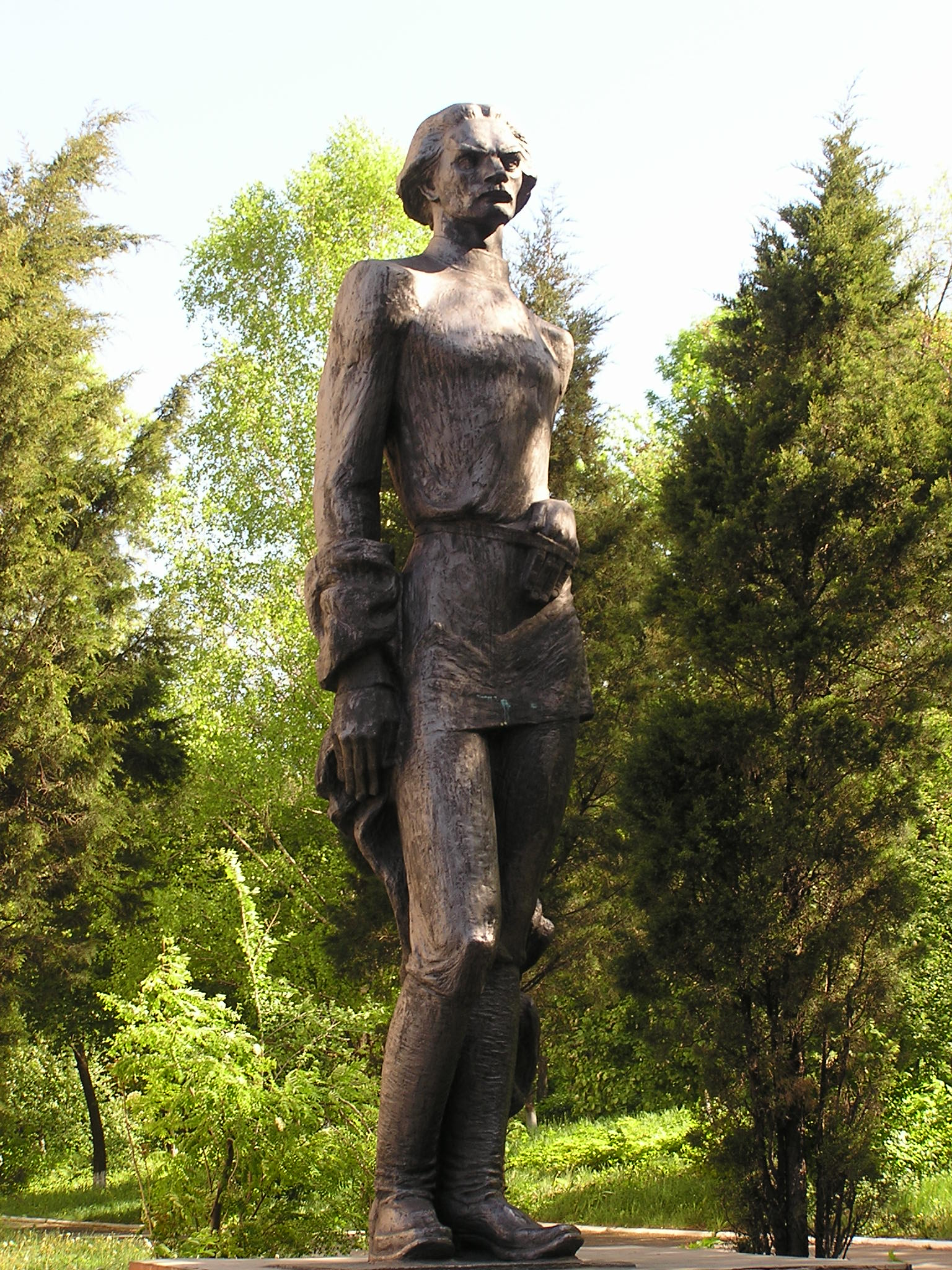
Памятник работы Ясиненко у медицинского университета (фото 2007 года)
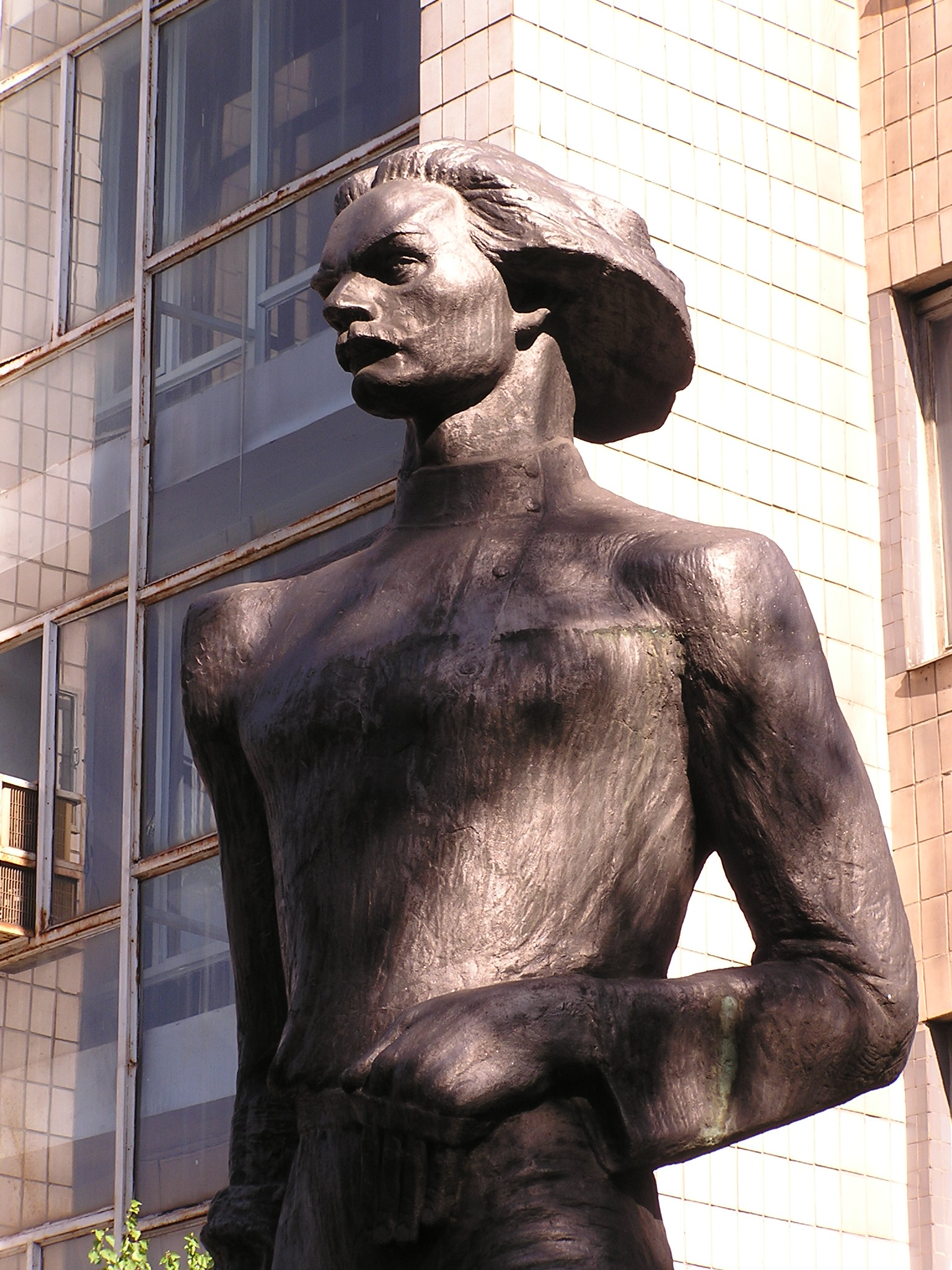
Памятник работы Ясиненко у медицинского университета (фото 2007 года)

## Свято-Преображенский кафедральный собор
Свято-Преображенский кафедральный собор (48°00′38″ с. ш. 37°48′19″ в. д.) — кафедральный православный храм в Донецке в честь Преображения Господня, главный храм Донецкой и Мариупольская епархии Украинской Православной Церкви.
Построен в конце XX века по образцу одноимённой разрушенной в 1933 году церкви.
Каменное строительство начато в Юзовке осенью 1883 года на месте деревянного храма. 2 ноября 1886 года состоялось освящение. Церковное братство Спасо-Преображенской церкви в 1896 году основало Братскую школу в Юзовке.
11 декабря 1930 года Свято-Преображенский собор потерял колокола, а позже была разрушена колокольня. А в 1931 году собор был взорван якобы для произведения стройматериалов. 18 октября 1931 заместитель председателя Сталинского горисполкома написал такой документ: «Отзыв. Выдан взрывному технику Всеукраинского отделения Взрывоенпрома тов. Кондратьеву Я. И. в том, что порученные ему взрывные работы по взрыву собора г. Сталино производились им технически грамотно и вполне хорошо, результатом чего получено до 80 % годного стройматериала».

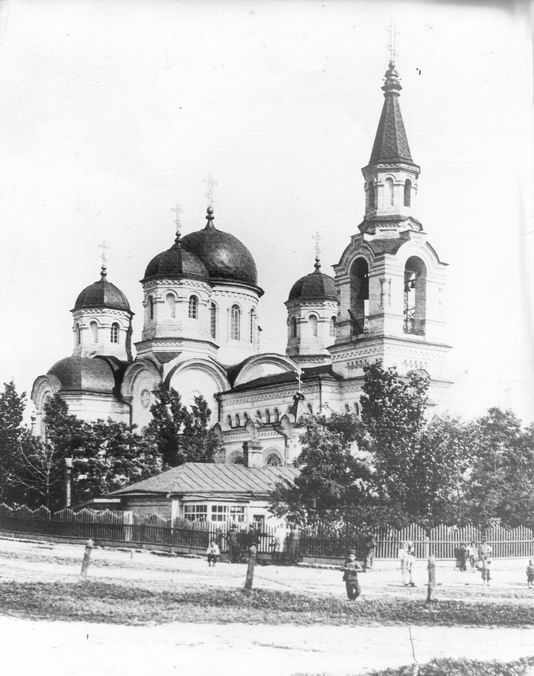
Спасо-Преображенский собор, фото из Государственного архива Донецкой области
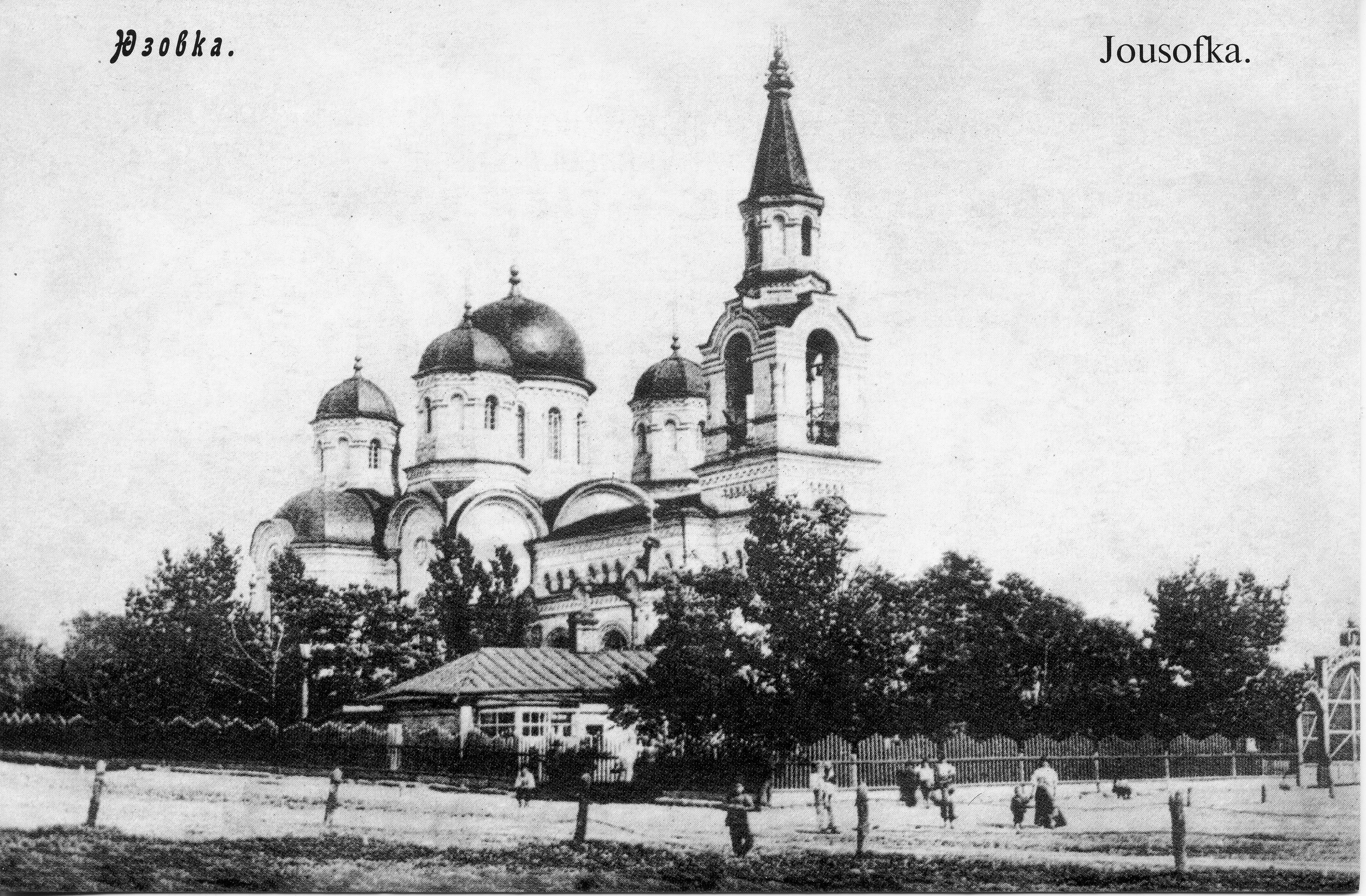
Спасо-Преображенский собор
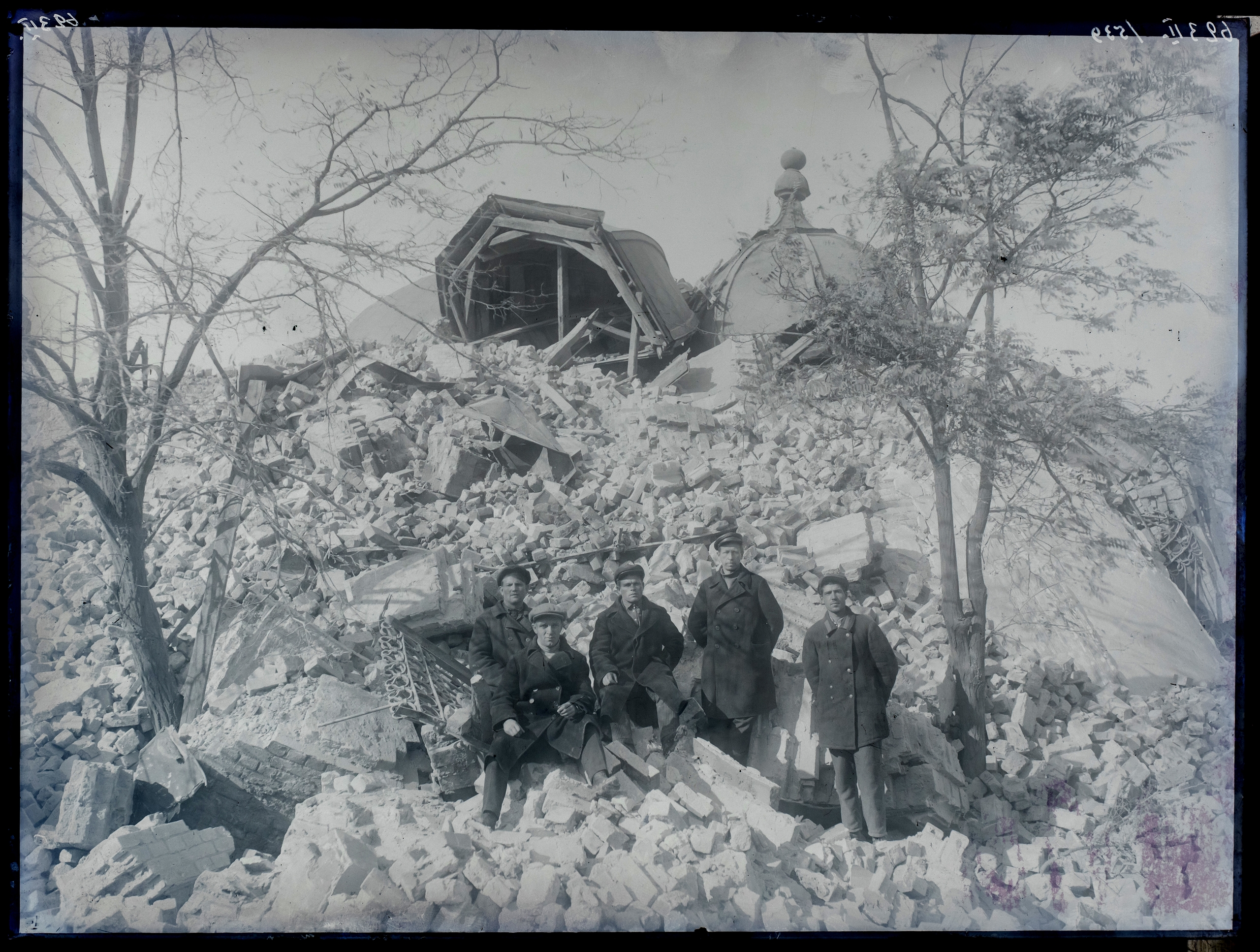
На развалинах Спасо-Преображенского собора, фото из Государственного архива Донецкой области

12 февраля 1992 года Донецким городским советом было принято решение о выделении земельного участка и начале строительства собора на месте старого кладбища. Новый собор строится в ином виде, чем тот, который был до его разрушения. Место постройки нового собора не совпадает со старым. Строительство начато в 1997 году. Открытие для верующих планировалось в 2006 году.
В 2002 году у входа в собор установлена подаренная киевскими властями бронзовую статую Архистратига Михаила, ранее стоявшая на площади Независимости в Киеве (ответный дар киевлян на копию пальмы Мерцалова, которую Донецк подарил Киеву летом 2001 года).

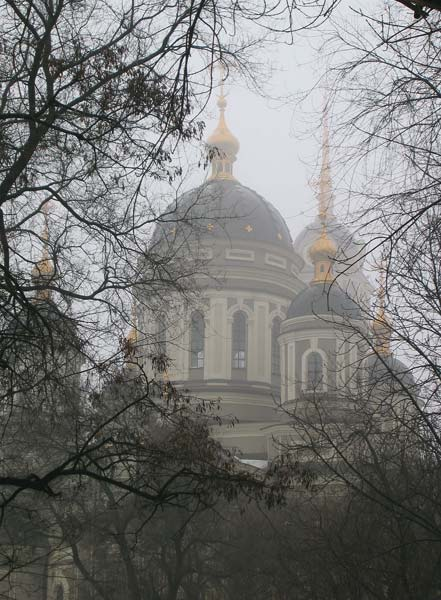
Архистратиг Михаил
Главный вход
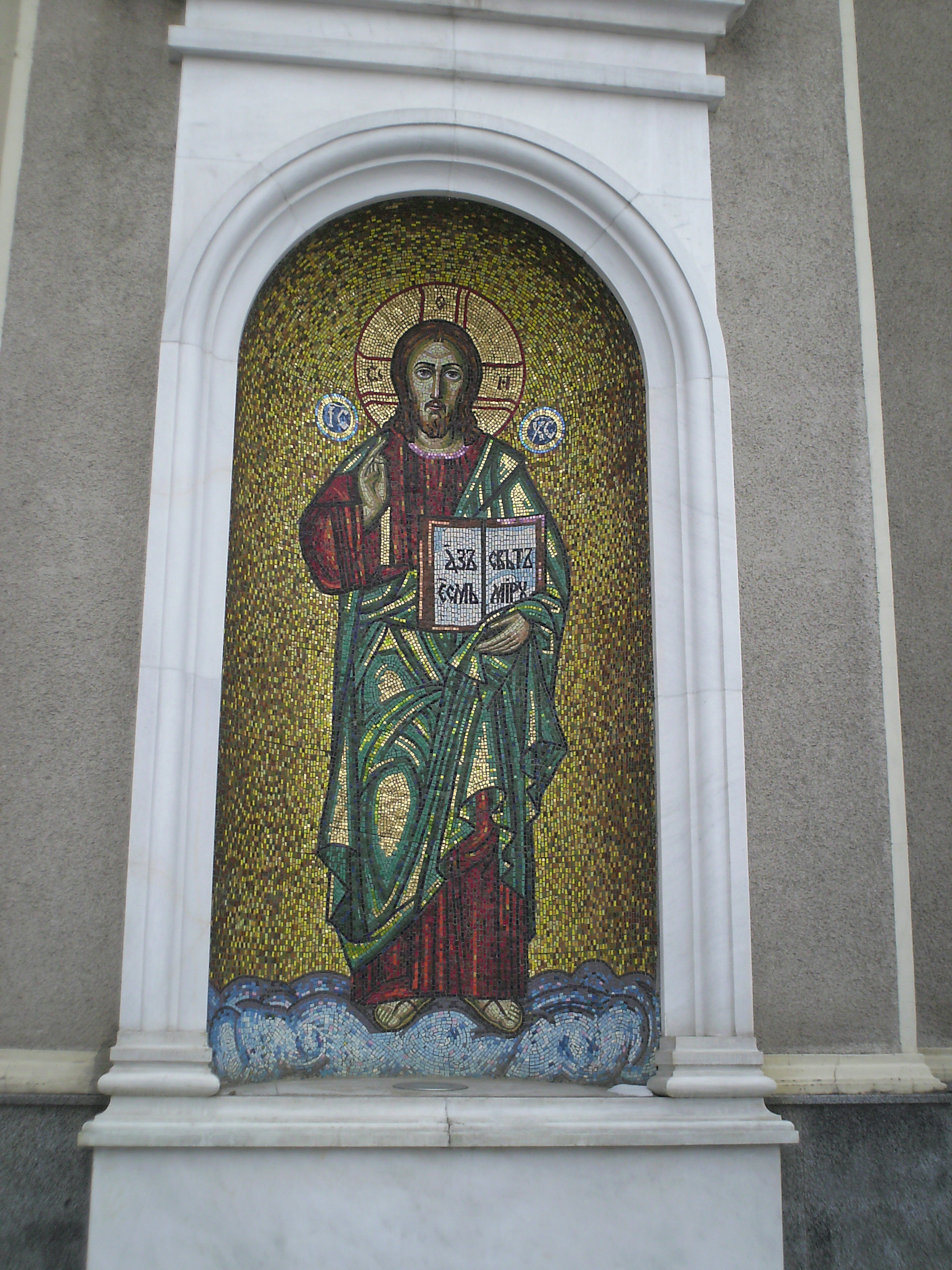
Стеклянные мозаики на фасадах: левая восточная
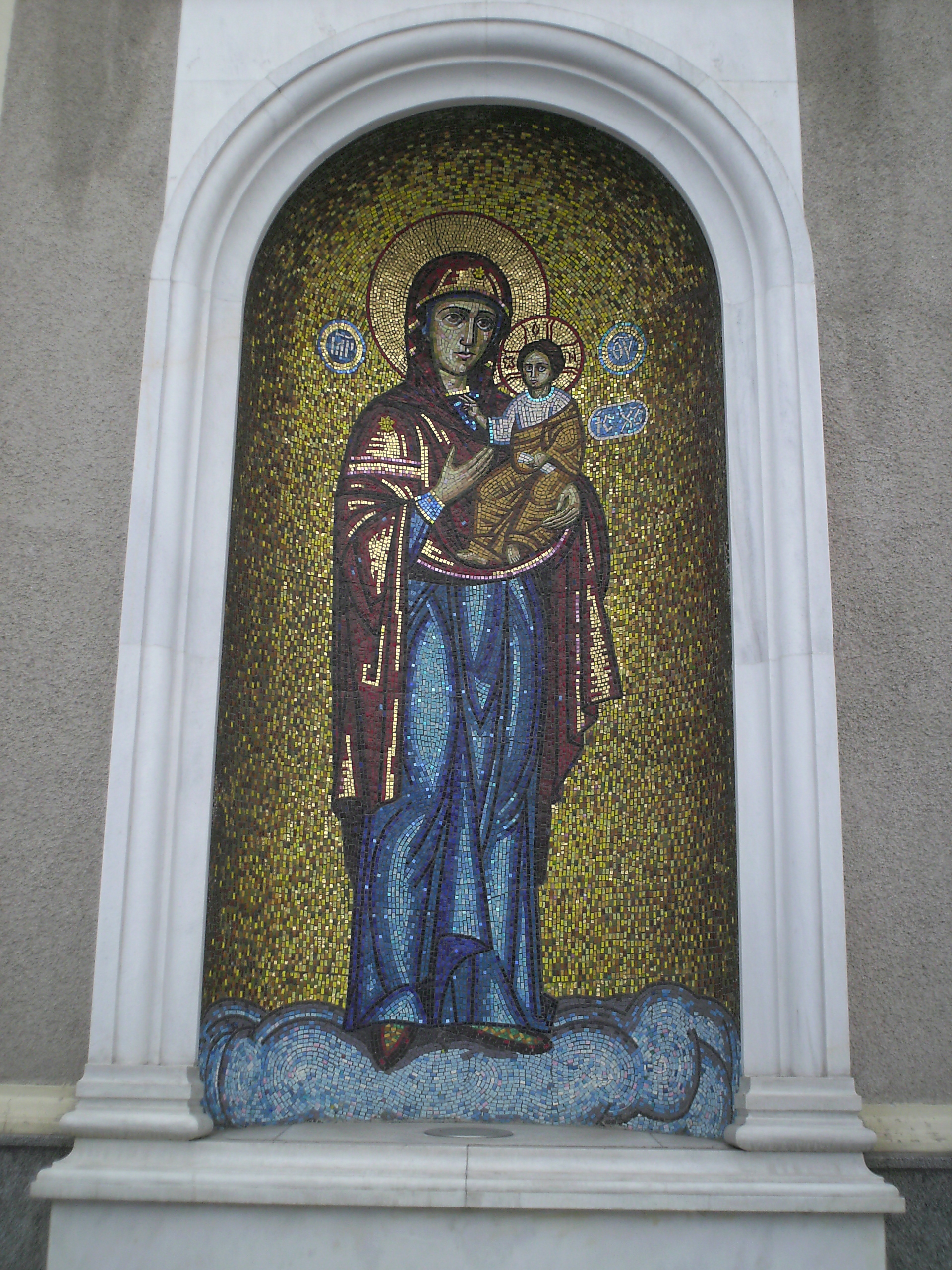
правая восточная
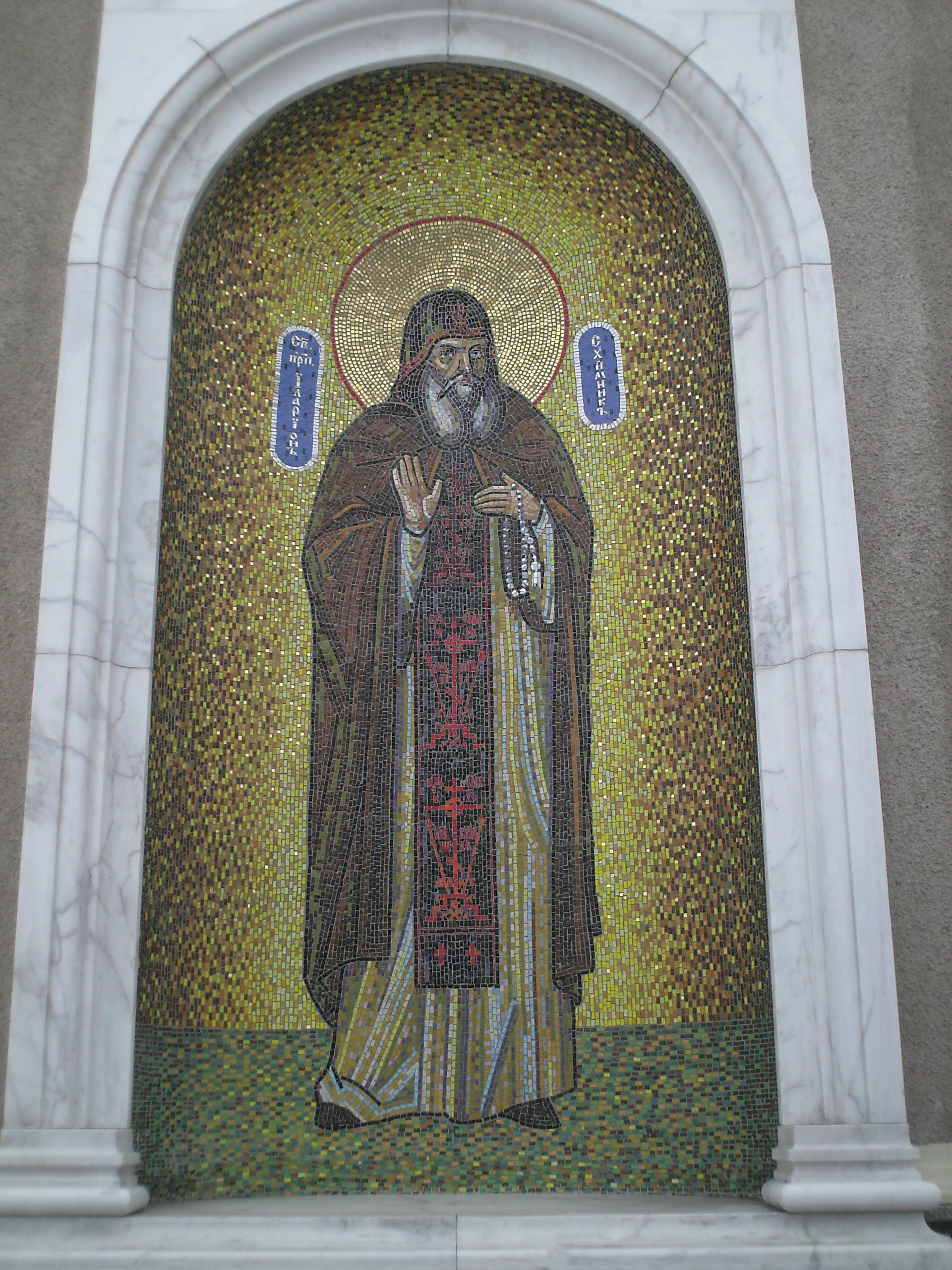
левая южная
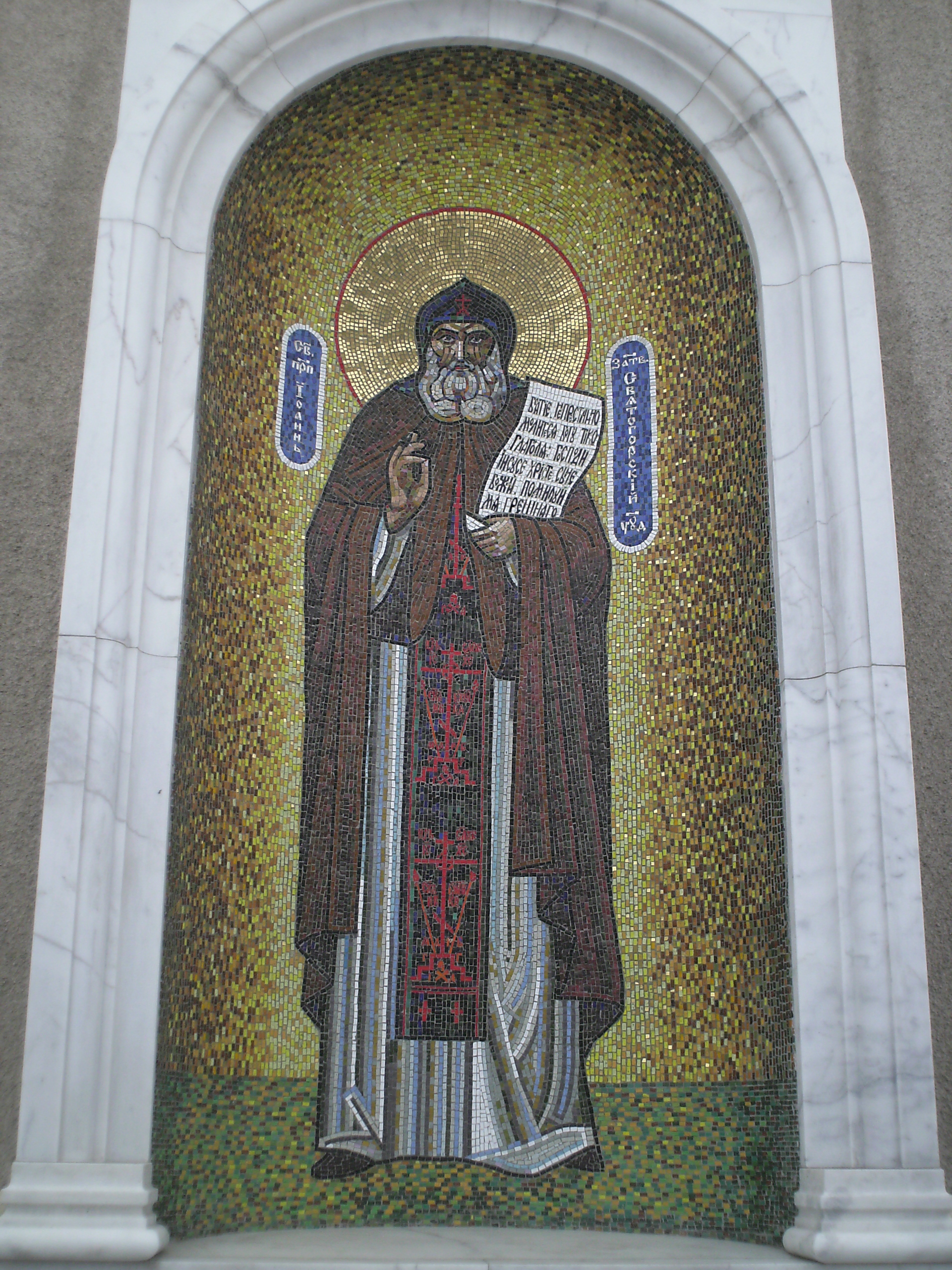
правая южная

## Памятник Архистратигу Михаилу

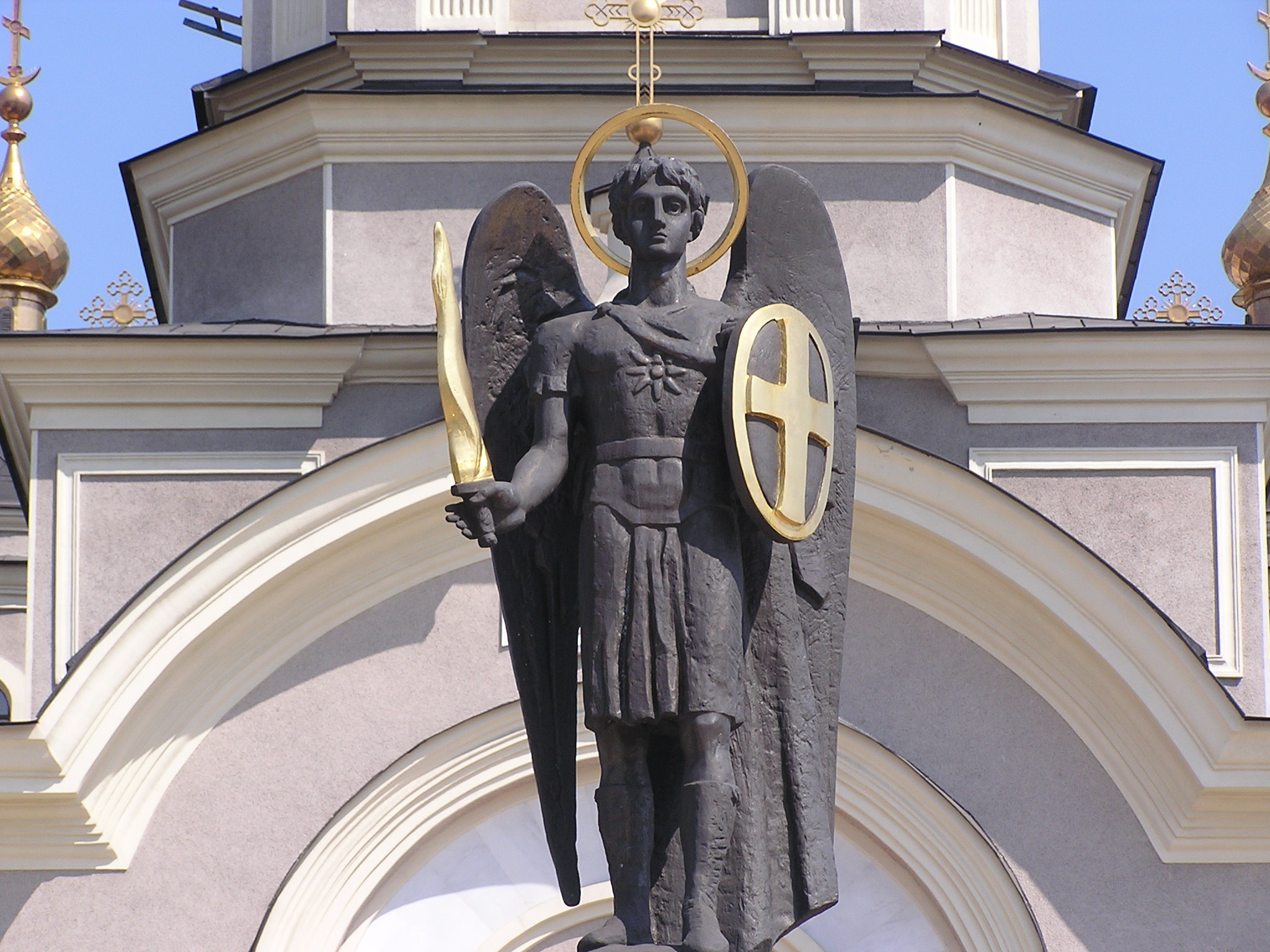
Архистратиг Михаил перед Свято-Преображенским собором в Донецке

Архистратиг Михаил — скульптура работы Георгия Куровского.
Скульптура представляет собой фигуру архангела в виде худощавого юноши в полный рост, одетого в длинный развевающийся плащ. В правой руке у архангела меч, а в левой — щит.
Первоначально скульптура была установлена в Киеве (Архистратиг Михаил — считается небесным покровителем Киева) на площади Независимости, перед входом в Главпочтамт (сейчас на этом месте расположен постамент с глобусом). Скульптура стояла на колонне из белого мрамора, привезенного из Италии.
В 2001 году было принято решение заменить скульптуру на более внушительную и её убрали с площади. Вместо неё на Печерских воротах была установлена скульптура работы Анатолия Куща. Киевлянам новая скульптура не понравилась. Власть и духовенство в дальнейшем высказали мнение о необходимости её смены на другую..
При демонтаже скульптуры Куравского из постамента вывалился большой камень и покалечил несколько человек.
Скульптуру планировали подарить Харькову в годовщину его 350-летия, но памятник подарили Донецку. Донецк взамен подарил Киеву копию Пальмы Мерцалова.
Скульптура была установлена в мае 2002 года у Свято-Преображенского собора в Донецке. При открытии присутствовал городской голова Киева Омельченко.

На постаменте памятника надпись на украинском языке: 
Архангел Михаїл
Хай бережуть вас
сили небесні !
Мешканці м. Києва донеччанам
від щирого серця
Травень 2002 р.